# 金茨巴赫河
49°49′39.32″N 9°15′43.69″E / 49.8275889°N 9.2621361°E

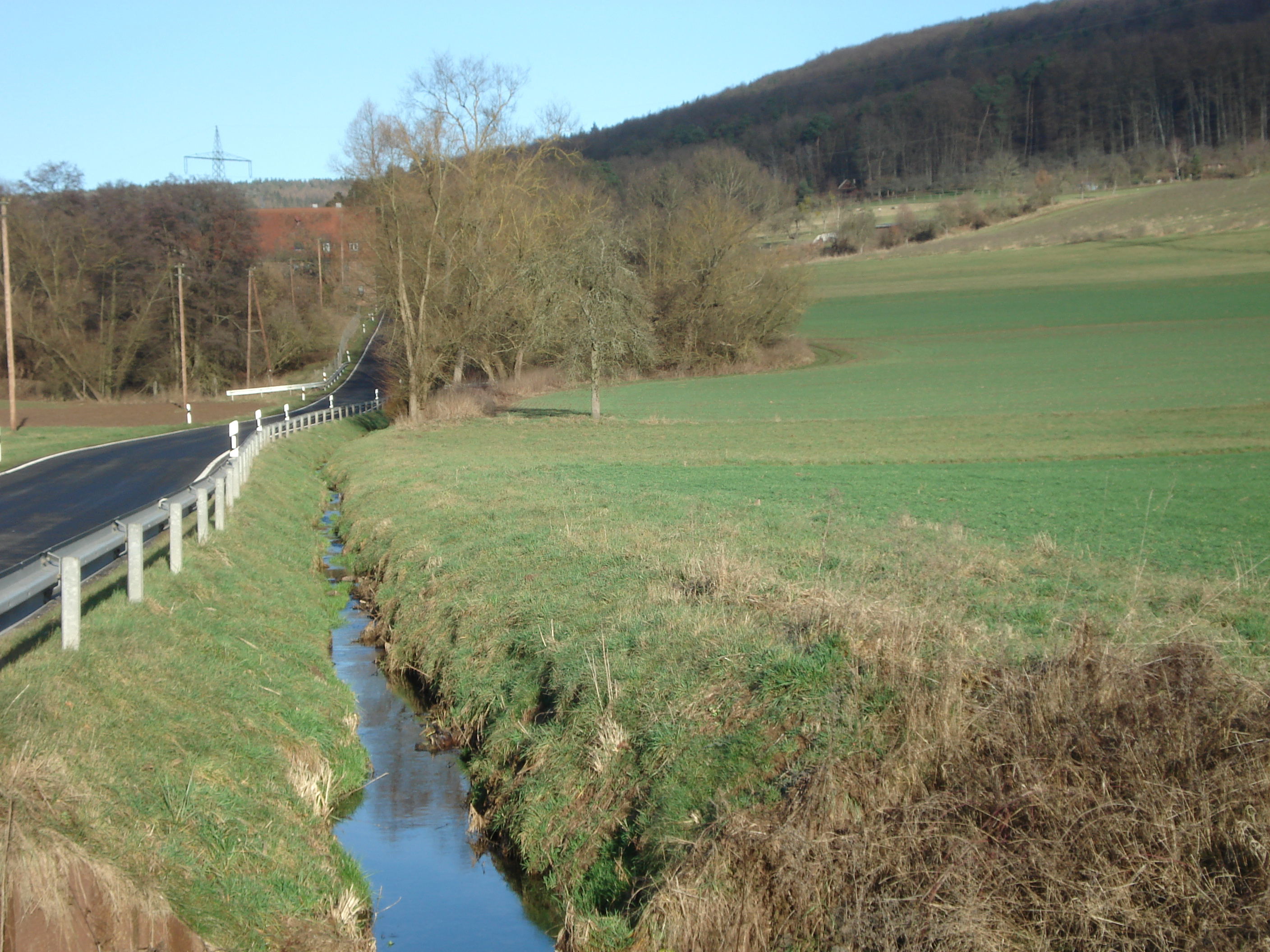

金茨巴赫河（德語：Künzbach），是德國的河流，位於該國東南部，由巴伐利亞負責管轄，屬於埃爾薩瓦河的右支流，河道全長3.4公里，流域面積6.4平方公里。